# Principauté de Stavelot-Malmedy
651 – 1794
(1143 ans et 28 jours)
Entités précédentes :
- Austrasie

Entités suivantes :
- République française

La principauté de Stavelot-Malmedy, ou principauté abbatiale de Stavelot-Malmedy, était une principauté ecclésiastique du Saint-Empire romain. La souveraineté était exercée par le prince-abbé bénédictin des double monastères impériaux de Stavelot et de Malmedy fondés en 651, qui était détenteur à la fois des pouvoirs politiques et religieux de la Principauté. Avec le duché de Bouillon et la principauté de Liège, c'était l'un des trois territoires aujourd'hui belges qui n'ont jamais fait partie des Pays-Bas espagnols (et plus tard des Pays-Bas autrichiens). En tant que prince-abbé, l'abbé de Stavelot-Malmedy avait un siège à la Diète d'Empire sur le banc ecclésiastique du collège des princes régnants, aux côtés des princes-évêques. Avec les autres princes-abbés, il possédait une voix personnelle (voix virile), contrairement aux prélats, qui ne possédaient qu'une voix collective (voix curiale). En 1795, la principauté est abolie et son territoire est intégré au département de l'Ourthe. Le congrès de Vienne de 1815 assigna Stavelot au royaume uni des Pays-Bas et Malmedy devint une partie du district prussien d'Eupen et Malmedy. Tous deux font actuellement partie du royaume de Belgique - depuis la révolution belge de 1830 et le traité de Versailles de 1919, respectivement.

## Histoire

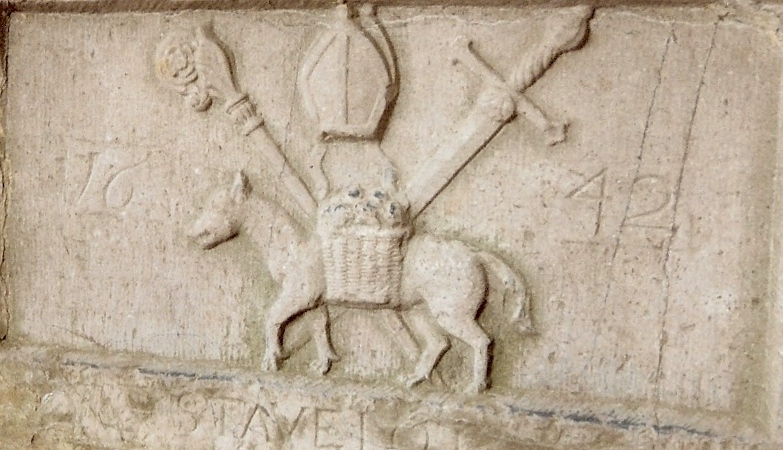
Les armes de la Principauté figurant sur l'église Saint Remacle du village de Louveigné : le loup bâté, la crosse, le glaive et la mitre.

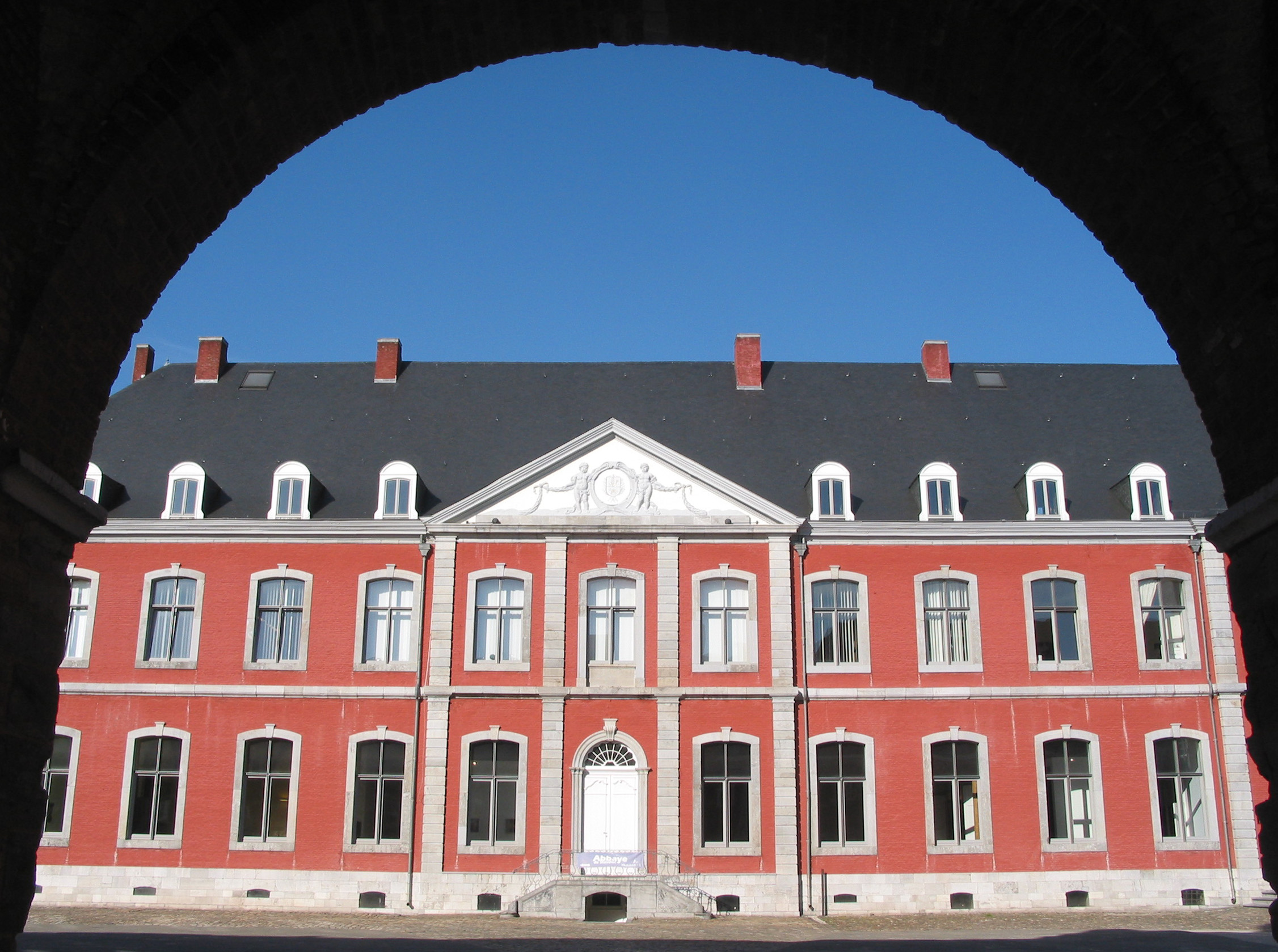
L'abbaye de Stavelot.

Dès le VIIe siècle, les donations royales avaient doté Stavelot d'un domaine que les immunités mérovingiennes et carolingiennes soustrayaient à l'action directe des fonctionnaires. Ce domaine, d'après le diplôme de Childéric II, de 670, s'étendait de la Baraque Michel à la Warche, à la Salm, à l'Amblève et au Roannay.
Les catalogues des abbés de Stavelot citent dans les dernières années du IXe siècle, en 891 et en 895, un comte-abbé Liutfrid ; il avait possédé un bénéfice royal à Bihain.
Après lui, Régnier Ier fut doté de l'abbaye jusqu'à sa mort en 915 ; il y eut pour successeur Évrard, dans lequel il faut voir probablement le personnage auquel Henri Ier confia, en 925, la pacification de la Lotharingie.
Gislebert reprit ensuite la succession de son père et conserva l'abbaye jusque vers 939. Le duc Conrad le Roux obtint ce même bénéfice, mais on sait qu'il fut disgracié en 953.
Les comtes-abbés de cette première période n'étaient pas nécessairement les chefs immédiats du territoire ; mais lorsqu'ils disparurent, c'est-à-dire au milieu du Xe siècle, ce furent en règle générale les comtes qui exercèrent l'avouerie sur les établissements ecclésiastiques de leur circonscription. Les premiers avoués de cette espèce à Stavelot sont des membres de la famille dite de Luxembourg (descendants de Sigefroid de Luxembourg).
Le petit État ne faisait pas partie des Dix-Sept Provinces, pas plus que la principauté de Liège voisine, la transmission du pouvoir étant soumise aux spécificités de leur statut religieux. Il disparut en 1795 en même temps que les autres États de la région, intégré qu'il fut au département de l'Ourthe. Après la chute de l'Empire français, son territoire fut partagé entre la province de Liège du royaume des Pays-Bas (Stavelot et l'ouest du territoire) et la Prusse (Malmedy et l'est). La rivière de l'Eau Rouge séparait les deux États dans la région. La partie orientale revint à la Belgique en 1919 selon les termes du traité de Versailles, et fut également intégrée à la province de Liège (voir : Cantons de l'Est).

## Territoire

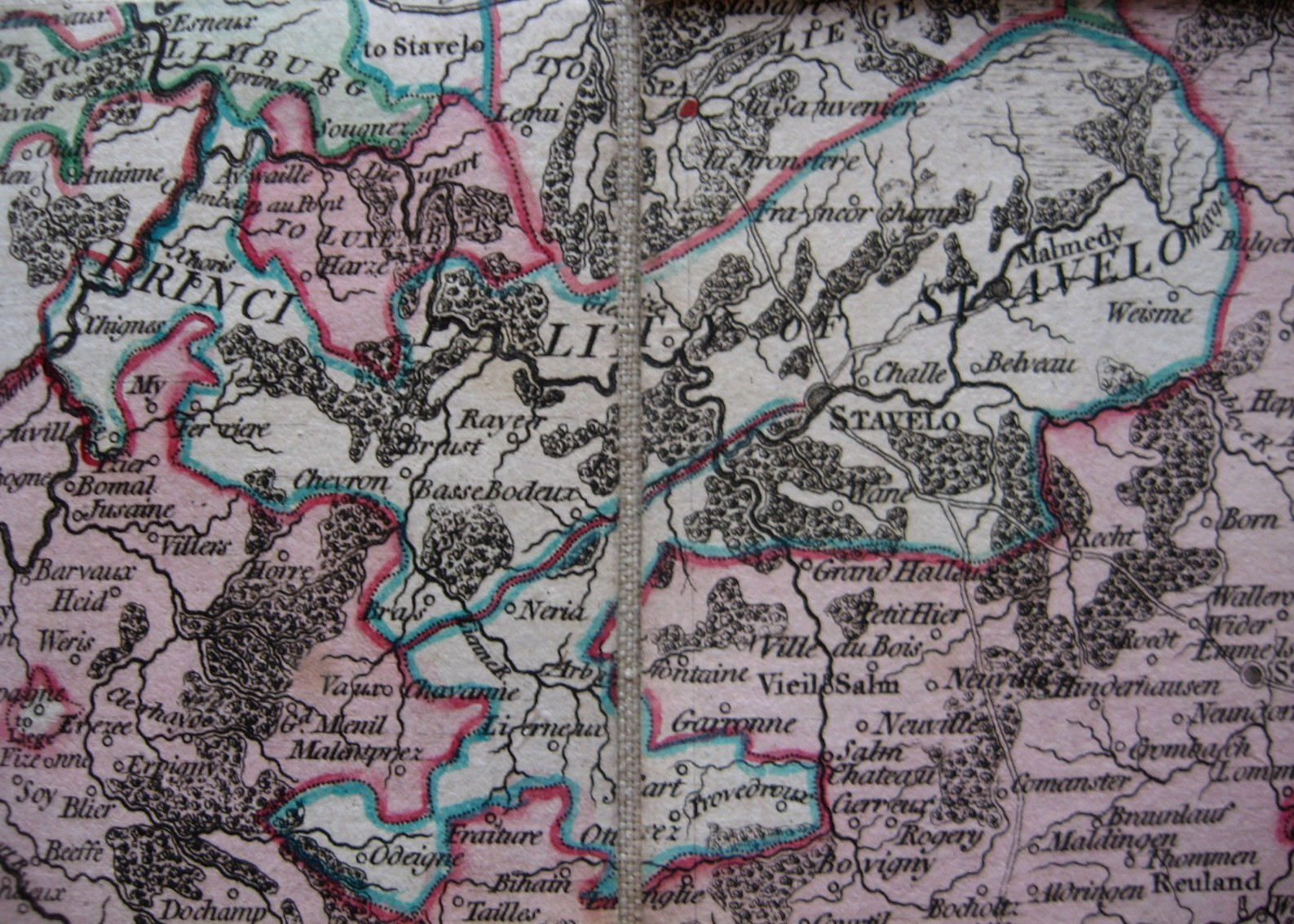
Carte historique.

Établie sur la plus grande partie de la vallée de l'Amblève et dans une moindre mesure sur l'Ourthe, la principauté était limitée au nord par la principauté de Liège, à l'est par d'autres principautés du Saint-Empire, au sud et à l'ouest par les Dix-Sept Provinces et leurs avatars. Comme dans tous les États de la région, les enclaves étaient nombreuses. Sclessin et Ougrée par exemple, dans l'actuelle banlieue de Liège, de même que Chooz (actuellement en France) firent partie de la principauté jusqu'en 1768, date à laquelle ces localités furent échangée contre Anthisnes et Vien, avec la principauté de Liège. Formée d'une quarantaine de localités, la principauté comprenait un bloc étiré d'est en ouest, de Hamoir à Waimes, et les trois enclaves de Ocquier-Bende, Hody et Louveigné-Fraipont. Le territoire était divisé en trois districts d'origine fiscale, les postelleries de Stavelot et de Malmedy et le comté de Logne.

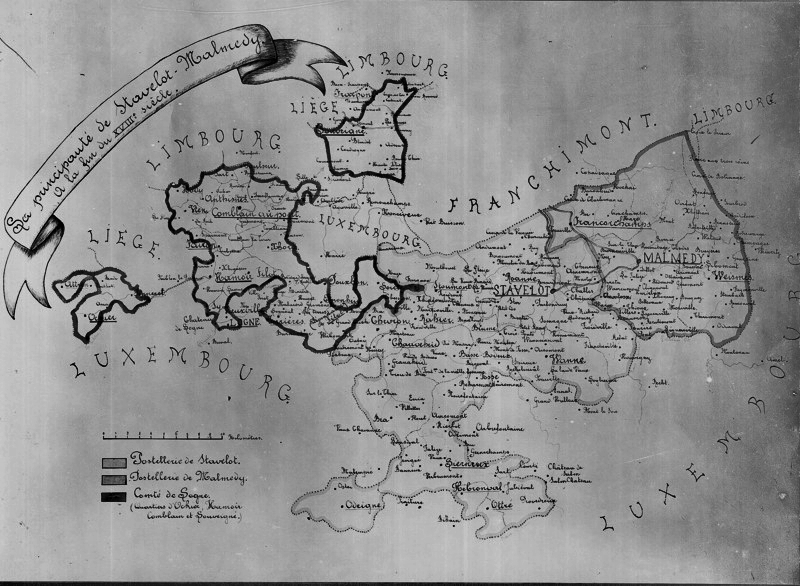
Carte du XVIIIe siècle.

## Institutions
Le prince-abbé gouvernait en souverain absolu ; il pouvait en certaines matières consulter une sorte d'organe représentant ses sujets : l'assemblée générale, ou États, composée de religieux, de dignitaires héréditaires ou d'officiers du prince, maires et échevins, dont le rôle principal était de voter l'impôt. Des États provinciaux existaient dans chacun des trois districts. Sur le plan judiciaire se retrouvait cette division tripartite du pays. Un Conseil de la principauté tranchait les cas contestés. Enfin, en dernier ressort, et comme à Liège d'ailleurs, il pouvait être fait appel à la Chambre impériale (Reichskammergericht), tribunal suprême de l'Empire créé par Maximilien d'Autriche sur le modèle des parlements de Paris et de Malines et qui eut son siège successivement à Francfort (1495-1527), Spire (1527-1693) et Wetzlar (1693-1806).

### Liste des Princes-abbés[8],[9],[10]
| N°  | Nom                                     | Règne                  | Titres | Blason |
| --- | --------------------------------------- | ---------------------- | --- | ------ |
| 1.  | saint Remacle de Stavelot               | c. 648/650-664/666/691 | Abbé de Stavelot-Malmedy |        |
| 2.  | saint Babolen                           | -693/694               | Abbé de Stavelot-Malmedy |        |
| 3.  | saint Sigolin                           | -711                   | Abbé de Stavelot-Malmedy |        |
| 4.  | saint Goduin                            | -720/721               | Abbé de Stavelot-Malmedy |        |
| 5.  | saint Papolin                           |                        | Abbé de Stavelot-Malmedy |        |
| 6.  | Rabangarius                             |                        | Abbé de Stavelot-Malmedy |        |
| 7.  | saint Abolin                            |                        | Abbé de Stavelot-Malmedy |        |
| 8.  | saint Clodmar ou Crodmar                |                        | Abbé de Stavelot-Malmedy |        |
| 9.  | saint Amolgere                          |                        | Abbé de Stavelot-Malmedy |        |
| 10. | saint Amingere                          |                        | Abbé de Stavelot-Malmedy |        |
| 11. | saint Anglin ou Angelin                 |                        | Abbé de Stavelot-Malmedy |        |
| 12. | saint Agilolphe de Stavelot             | ?–751                  | Abbé de Stavelot-Malmedy |        |
| 13. | saint Albéric ou Albric                 | 751–760                | Abbé de Stavelot-Malmedy |        |
| 14. | Sichard                                 | 760–791                | Abbé de Stavelot-Malmedy |        |
| 15. | Wironde ou Vironde                      | 791–815                | Abbé de Stavelot-Malmedy |        |
| 16. | Absalon                                 | 815–817                | Abbé de Stavelot-Malmedy |        |
| 17. | Andon                                   | 817–836                | Abbé de Stavelot-Malmedy |        |
| 18. | Ratholde                                | 836–840                | Abbé de Stavelot-Malmedy |        |
| 19. | Harind                                  | 840-844                | Abbé de Stavelot-Malmedy |        |
| 20. | Ebbon Ier de Reims                      | 844-851                | Abbé de Stavelot-Malmedy |        |
| 21. | Ebbon II                                | 851-851                | Abbé de Stavelot-Malmedy |        |
| 22. | Hircair                                 | 851-855                | Abbé de Stavelot-Malmedy |        |
| 23. | Adelard                                 | 855-867                | Abbé de Stavelot-Malmedy |        |
| 24. | Hildebold                               | 867-880                | Abbé de Stavelot-Malmedy |        |
| 25. | Luitpert                                | 880-889                | Abbé de Stavelot-Malmedy |        |
| 26. | Lintfrid                                | 889-898                | Abbé de Stavelot-Malmedy |        |
| 27. | Régnier Ier de Hainaut                  | 905–916                | Comte Hainaut et du Maasgau, duc de Lotharingie, abbé laïc d'Echternach, de Saint-Servais de Maastricht et de Stavelot-Malmedy |        |
| 28. | Everard                                 | ?-?                    | Abbé de Stavelot-Malmedy |        |
| 29. | Gislebert                               | ?-939                  | Abbé de Stavelot-Malmedy |        |
| 30. | Conrad ou Conrard                       | 939-                   | Abbé de Stavelot-Malmedy |        |
| 31. | Richair                                 | -945                   | Abbé de Stavelot-Malmedy |        |
| 32. | saint Odilon                            | 945-954                | Abbé de Stavelot-Malmedy |        |
| 33. | Werenfride                              | 954-980                | Abbé de Stavelot-Malmedy |        |
| 34. | Ravenger ou Rabangair                   | 980-1008               | Abbé de Stavelot-Malmedy |        |
| 35. | Bertrand                                | 1008-1020              | Abbé de Stavelot-Malmedy |        |
| 36. | saint Poppon de Stavelot                | 1020-1048              | Abbé de Stavelot-Malmedy |        |
| 37. | Théodoric                               | 1049-1080              | Prince-Abbé de Stavelot-Malmedy                                                                                                |        |
| 38. | Rodolphe                                | 1080-1098              | Prince-Abbé de Stavelot-Malmedy                                                                                                |        |
| 39. | Folmar                                  | 1098-1105              | Prince-Abbé de Stavelot-Malmedy                                                                                                |        |
| 40. | Poppon de Beaumont                      | 1105-1119              | Prince-Abbé de Stavelot-Malmedy                                                                                                |        |
| 41. | Cunon ou Cuonon                         | 1119-1128              | Prince-Abbé de Stavelot-Malmedy                                                                                                |        |
| 42. | Jean de Ruland (ou de Reulant)          | 1128-1130              | Prince-Abbé de Stavelot-Malmedy                                                                                                |        |
| 43. | Wibald de Stavelot                      | 1130-1158              | Prince-Abbé de Stavelot-Malmedy et de Corvey                                                                                   |        |
| 44. | Erlebalde                               | 1158-1192              | Prince-Abbé de Stavelot-Malmedy                                                                                                |        |
| 45. | Gérard                                  | 1192-1209              | Prince-Abbé de Stavelot-Malmedy                                                                                                |        |
| 46. | Alard                                   | 1209-1217/1222         | Prince-Abbé de Stavelot-Malmedy                                                                                                |        |
| 47  | Frédéric de Petra                       | 1217/1222-1244         | Prince-Abbé de Stavelot-Malmedy                                                                                                |        |
|     | Vacance                                 | 1244-1246              | |        |
| 48. | Nicolas                                 | 1246-1248              | Prince-Abbé de Stavelot-Malmedy                                                                                                |        |
| 49. | Henri de Gueldre                        | 1248-1274              | Prince-Abbé de Stavelot-Malmedy                                                                                                |        |
| 50. | Jean d'Enghien                          | 1274-1281              | Prince-Abbé de Stavelot-Malmedy                                                                                                |        |
| 51. | Gilles de Falkenstein (Maison de Chiny) | 1281-1307              | Prince-Abbé de Stavelot-Malmedy                                                                                                |        |
| 52. | Henri de Bolan                          | 1307–1334              | Prince-Abbé de Stavelot-Malmedy                                                                                                |        |
| 53. | Winrich de Pomerio                      | 1334–1343              | Prince-Abbé de Stavelot-Malmedy                                                                                                |        |
| 54. | Hugues d'Auvergne                       | 1343–1373              | Prince-Abbé de Stavelot-Malmedy                                                                                                |        |
| 55. | Warner d'Ocquier                        | 1373–1393              | Prince-Abbé de Stavelot-Malmedy                                                                                                |        |
| 56. | Waleran de Schleiden                    | 1393–1410              | Prince-Abbé de Stavelot-Malmedy                                                                                                |        |
| 57. | Henri de Visé ou de Visez               | 1410–1417              | Prince-Abbé de Stavelot-Malmedy                                                                                                |        |
| 58. | Jean Godescal ou de Geusaine            | 1417–1438              | Prince-Abbé de Stavelot-Malmedy                                                                                                |        |
| 59. | Henri de Merode                         | 1438–1460              | Prince-Abbé de Stavelot-Malmedy                                                                                                |        |
| 60. | Gaspar Poncin                           | 1460–1499              | Prince-Abbé de Stavelot-Malmedy                                                                                                |        |
| 61. | Guillaume de Manderscheidt              | 1499–1546              | Prince-Abbé de Stavelot-Malmedy                                                                                                |        |
| 62. | Christophe de Manderscheidt             | 1546–1576              | Prince-Abbé de Stavelot-Malmedy et de Prüm                                                                                     |        |
| 63. | Gérard de Groesbeek                     | 1576–1580              | Prince-Abbé de Stavelot-Malmedy et prince-évêque de Liège                                                                      |        |
| 64. | Ernest de Bavière                       | 1581–1612              | Prince-Abbé de Stavelot-Malmedy et prince-évêque de Liège                                                                      |        |
| 65. | Ferdinand de Bavière                    | 1612–1650              | Prince-Abbé de Stavelot-Malmedy et prince-évêque de Liège                                                                      |        |
| 66. | Guillaume de Bavière                    | 1650–1657              | Baron de Hollinghoven, Prince-Abbé de Stavelot-Malmedy                                                                         |        |
| 67. | Maximilien-Henri de Bavière             | 1657-1660              | Prince-Abbé de Stavelot-Malmedy et prince-évêque de Liège                                                                      |        |
| 68. | François- Egon de Fürstenberg           | 1660-1682              | Prince-Abbé de Stavelot-Malmedy                                                                                                |        |
| 69. | Guillaume-Egon de Fürstenberg           | 1682-1704              | Prince-Abbé de Stavelot-Malmedy                                                                                                |        |
| 70. | François-Antoine de Lorraine            | 1704-1715              | Prince-Abbé de Stavelot-Malmedy                                                                                                |        |
| 71. | Jean-Ernest de Löwenstein               | 1715-1731              | Prince-Abbé de Stavelot-Malmedy                                                                                                |        |
| 72. | Nicolas Massin                          | 1731-1737              | Prince-Abbé de Stavelot-Malmedy                                                                                                |        |
| 73. | Deodat Drion                            | 1737-1741              | Prince-Abbé de Stavelot-Malmedy                                                                                                |        |
| 74. | Joseph de Nollet                        | 1741-1753              | Prince-Abbé de Stavelot-Malmedy                                                                                                |        |
| 75. | Alexandre Delmotte                      | 1753-1766              | Prince-Abbé de Stavelot-Malmedy                                                                                                |        |
| 76. | Jacques de Hubin                        | 1766-1786              | Prince-Abbé de Stavelot-Malmedy                                                                                                |        |
| 77. | Célestin Thys                           | 1786-1794              | Prince-Abbé de Stavelot-Malmedy                                                                                                |        |

## Structure politique

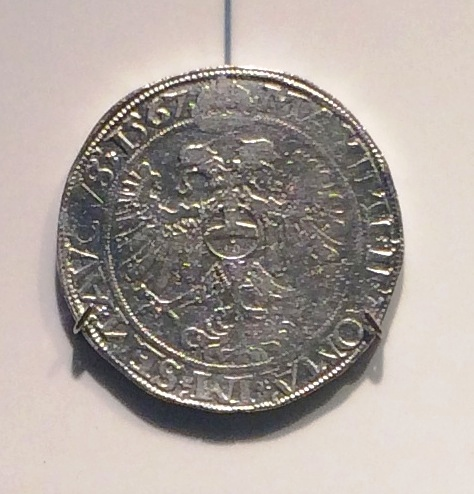
Monnaie de l'abbaye de Stavelot de 1567 retrouvée à Buda, en Hongrie.

La principauté était divisée en trois territoires :
- Postellerie de Malmedy comprenant Malmedy, Waimes et Francorchamps ;
- Postellerie de Stavelot : 14 localités : Bodeux, Bra, Chauveheid, Chevron, Fosse, Hébronval, Lierneux, Odeigne, Ottré, Rahier, Roanne, Stavelot, Stoumont et Wanne ;
- Comté de Logne : divisé en quatre quartiers :
  - Quartier de Comblain-au-Pont : Comblain-au-Pont, Fairon, Poulseur, Sart-Poulseur,
  - Quartier de Hamoir : Ferrières, Filot, Hamoir, Logne, Lorcé et Sy,
  - Quartier d'Ocquier : Atrin, Hody, Jenneret, Ocquier, Pouhon (Ernonheid) et Xhoris,
  - Quartier de Louveigné : Fraipont et Louveigné[14].

En 1768, les villages d'Anthisnes et Vien qui appartenaient à la principauté de Liège, rejoignent la principauté de Stavelot-Malmedy et le comté de Logne en échange de Sclessin et une partie d'Ougrée, dans la banlieue de Liège.